# 拜尔-德鲁森靛蓝合成
拜尔-德鲁森靛蓝合成（德語：Baeyer-Drewsen-Reaktion）指邻硝基苯甲醛与丙酮用稀氢氧化钠水溶液处理得到羟醛反应产物，该产物在碱溶液中加热则转变为靛蓝。
由阿道夫·冯·拜尔与Viggo Drewsen于1882年发现。
邻硝基苯甲醛可通过邻硝基甲苯被二氧化锰氧化得到。丙酮也可被丙酮酸或乙醛所代替。
这个方法以前曾暂时用于工业生产，但因价格昂贵而停止使用。现今用作鉴定邻硝基苯甲醛的鉴定方法，以及大学有机化学课程的实验。

## 反应机理
最后一步偶联过程也可以按自由基机理进行。